# Miguel Porteous
Miguel Porteous (ur. 14 maja 1999 w Hamiltonie) – nowozelandzki narciarz dowolny specjalizujący się w jeździe na halfpipe i slopestyle, olimpijczyk z Pjongczangu 2018 i z Pekinu 2022.

## Życie prywatne
Mieszka w Wanace. Jego młodszy brat Nico Porteous również jest narciarzem dowolnym.

## Udział w zawodach międzynarodowych
| Impreza                     | Rok   | Gospodarz            | Konkurencja | Miejsce |                      |      |            |          |     |
| --------------------------- | ----- | -------------------- | ----------- | ------- | -------------------- | ---- | ---------- | -------- | --- |
| Impreza                     | Rok   | Gospodarz            | Konkurencja | Miejsce | Igrzyska olimpijskie | 2018 | Pjongczang | halfpipe | 17. |
| 2022                        | Pekin | halfpipe             | 11.         |         | Igrzyska olimpijskie |      |            |          |     |
| Mistrzostwa świata          | 2017  | Sierra Nevada        | halfpipe    | 11.     |                      |      |            |          |     |
| Mistrzostwa świata          | 2021  | Aspen                | halfpipe    | 21.     |                      |      |            |          |     |
| Mistrzostwa świata juniorów | 2014  | Chiesa in Valmalenco | halfpipe    | 7.      |                      |      |            |          |     |
| Mistrzostwa świata juniorów | 2014  | Chiesa in Valmalenco | slopestyle  | 44.     |                      |      |            |          |     |
| Mistrzostwa świata juniorów | 2015  | Chiesa in Valmalenco | halfpipe    | 12.     |                      |      |            |          |     |
| Mistrzostwa świata juniorów | 2015  | Chiesa in Valmalenco | slopestyle  | 18.     |                      |      |            |          |     |